# 白金 (東京都港區)
白金（日语：／ Shirokane */?）是東京都港區的地名、町名。
狹義上是指現在的白金一～六丁目，人口為16,206人（2013年7月1日）。
廣義上是指現在的港區白金、白金台等舊芝白金地區全域。
郵遞區號為108-0072。

## 概要
白金位於港區南部，北至古川（澀谷川）與南麻布相對，南臨白金台，東接高輪，西臨澀谷區惠比壽。東京都道305號芝新宿王子線（通稱惠比壽通）東西穿越本地，奇數丁目的白金一、三、五丁目主要為準工業地域用途，偶數丁目的白金二、四、六丁目主要為第一種中高層住居專用地域（道路沿線為商業地域指定）。古川沿岸的低地為工廠和商店街，南部台地為聖心女子學院初等科、中等科、高等科及聖心女子專門學校等學校與公寓林立的住宅區。近年隨著地下鐵開通，白金高輪站附近進行大規模的再開發（白金AER CITY）。
町域內有聖心女子學院、北里研究所等設施與私人企業擁有的林地，加上相鄰的白金台舊白金御料地（國立科學博物館附屬自然教育園等）、東京大學醫科學研究所等一帶，形成東京23區内最佳的綠色地帶之一。這片綠地是從江戶時代大名屋敷遺留下來，加上許多財界人士定居於此，形成著名的高級住宅地。
町名的白金正確念法為「しろかね」，而非「しろがね」。一般來說兩種念法都有，然而
1. 最早町名源自白金長者（應永年間開墾白金地區的柳下上總介），白金長者指的是擁有大量的銀（しろかね）而非指現在的白金，
2. 另一個證據是『小田原衆所領役帳』中也記載了「白銀」。

因此，1969年（昭和44年）1月1日白金地區實施住居表示，港區決定使用「しろかね」作為正式町名。

## 歷史
- 應永年間，南朝國司柳下上總介在本地開墾，白金村開村。
- 慶安4年（1651年），白金台町1～11丁目與白金猿町（現在的港區白金台）脫離白金村。
- 明治元年（1868年），東京府成立，白金村屬東京府。
- 明治2年（1869年），白金冰川社門前等寺社地合併，成立白金錦町。
- 明治5年（1872年），武家地成立白金志田町、白金上三光町、白金下三光町，寺社地成立白金丹波町。
- 明治11年（1878年），芝區成立，白金猿町、白金台町、白金丹波町、白金志田町劃屬芝區。
- 明治12年（1879年），白金村相鄰的荏原郡今里村、白金上三光町、白金下三光町、白金錦町編入白金村。
- 明治22年（1889年），白金村編入芝區，東京市成立後為東京市芝區白金村。
- 明治24年（1891年），芝區白金村中，舊今里村地區成立白金今里町，其他地區成立白金三光町，白金村消滅。
- 明治末期，位於郊區的白金地區急速發展，住宅、商店、工廠快速增加。
- 昭和22年（1947年），芝區與赤坂區、麻布區合併成立港區。白金地區的町名冠上「芝」。
- 昭和42年（1967年）7月1日，實施住居表示（日语：住居表示），白金地區內的芝白金志田町、芝白金丹波町、芝白金三光町、芝白金猿町部分地區成立港區高輪。
- 昭和44年（1969年）1月1日，白金地區殘餘部分實施住居表示，麻布新廣尾町部分地區與麻布田島町、芝三田老增町成立現行的港區白金。同時，芝白金台町、芝白金今里町、芝白金猿町、芝白金三光町與芝二本榎西町部分地區成立港區白金台。
- 平成12年（2000年）9月26日，地下鐵白金高輪站開業。

### 地名由來
町名源自於白金長者（應永年間開墾白金地區的柳下上總介）。

## 住居表示實施前後的町名變遷
| 實施後       | 實施年月日   | 實施前（各町名部分地區、過去的芝白金地區以粗體表示）                     |
| ------------ | ------------ | ------------------------------------------------------------------------ |
| 白金一丁目   | 1969年1月1日 | 芝白金三光町、芝白金志田町、芝三田老增町、麻布新廣尾町二丁目、麻布田島町 |
| 白金二丁目   | 1969年1月1日 | 芝白金三光町、芝白金台町一丁目、芝三田老增町                             |
| 白金三丁目   | 1969年1月1日 | 芝白金三光町、麻布新廣尾町三丁目、麻布田島町                             |
| 白金四丁目   | 1969年1月1日 | 芝白金三光町                                                             |
| 白金五丁目   | 1969年1月1日 | 芝白金三光町、麻布新廣尾町三丁目、麻布田島町                             |
| 白金六丁目   | 1969年1月1日 | 芝白金三光町                                                             |
| 白金台一丁目 | 1969年1月1日 | 芝白金台町一丁目、芝白金今里町                                           |
| 白金台二丁目 | 1969年1月1日 | 芝白金今里町、芝白金猿町、芝二本榎西町                                   |
| 白金台三丁目 | 1969年1月1日 | 芝白金台町一丁目、芝白金台町二丁目、芝白金今里町                         |
| 白金台四丁目 | 1969年1月1日 | 芝白金台町一丁目、芝白金台町二丁目、芝白金三光町                         |
| 白金台五丁目 | 1969年1月1日 | 芝白金台町二丁目、芝白金三光町                                           |
| 高輪一丁目   | 1967年7月1日 | 芝白金三光町、芝白金志田町、芝白金丹波町等 （其他請參照高輪）            |
| 高輪三丁目   | 1967年7月1日 | 芝白金猿町等 （其他請參照高輪）                                          |

## 設施
白金一丁目
- 白金AER CITY（日语：白金アエルシティ）
  - 白金塔
  - NBF白金塔

白金二丁目
- 立行寺（日语：立行寺）
- 正源寺（日语：正源寺）
- 高輪消防署

白金三丁目
- 港區立三光小學校

白金四丁目
- 聖心女子學院初等科、中等科、高等科（日语：聖心女子学院初等科・中等科・高等科）
- 聖心女子專門學校（日语：聖心女子専門学校）
- 港區立朝日中學校

白金五丁目
- 北里大學白金校區
  - 北里研究所（日语：学校法人北里研究所）
  - 北里研究所醫院（日语：北里研究所病院）

白金六丁目
- 港區立神應小學校

## 交通
鐵路
- 白金高輪站
  - 都營地下鐵三田線/東京地下鐵南北線 - 車站所在地為高輪。

巴士
- 都營巴士（一部分屬東急巴士）
  - 北里研究所前停留所
  - 三光坂（日语：三光坂）下停留所
  - 白金高輪站前停留所
  - 清正公（日语：清正公）前停留所

道路
- 國道1號（櫻田通） - 白金1丁目交差點～清正公前交差點
- 東京都道305號芝新宿王子線（明治通） - 惠比壽3丁目交差點前～白金1丁目交差點
- 東京都道312號白金台町等等力線（目黑通） - 清正公前交差點～日吉坂上交差點前
- 東京都道415號高輪麻布線（日语：東京都道415号高輪麻布線） - 古川橋交差點～白金1丁目交差點（支線）
- 東京都道418號北品川四谷線（外苑西通、白金通） - 惠比壽3丁目交差點前～白金6丁目交差點前

## 著名出身者
- 大陽寺順一
- 2代目広沢虎造
- 榎本加奈子

## 備註
1. ↑  .   [2013-08-08]. （原始内容存档于2016-03-06）.
2. ↑  作家今東光は、谷崎潤一郎と話していて、うっかり「芝のしろがね町の……」と発言したために、「芝はしろかね。白金と書いてしろかねと言うんだ」「牛込のはしろがね。白銀と書いてしろがねと発音するんだ。明治になってから、田舎っぺが東京へ来るようになって、地名の発音が次第に滅茶苦茶になってきたな」と怒鳴りつけられたとのこと（『十二階崩壊』中央公論社、1978年。p.250）

## 圖片

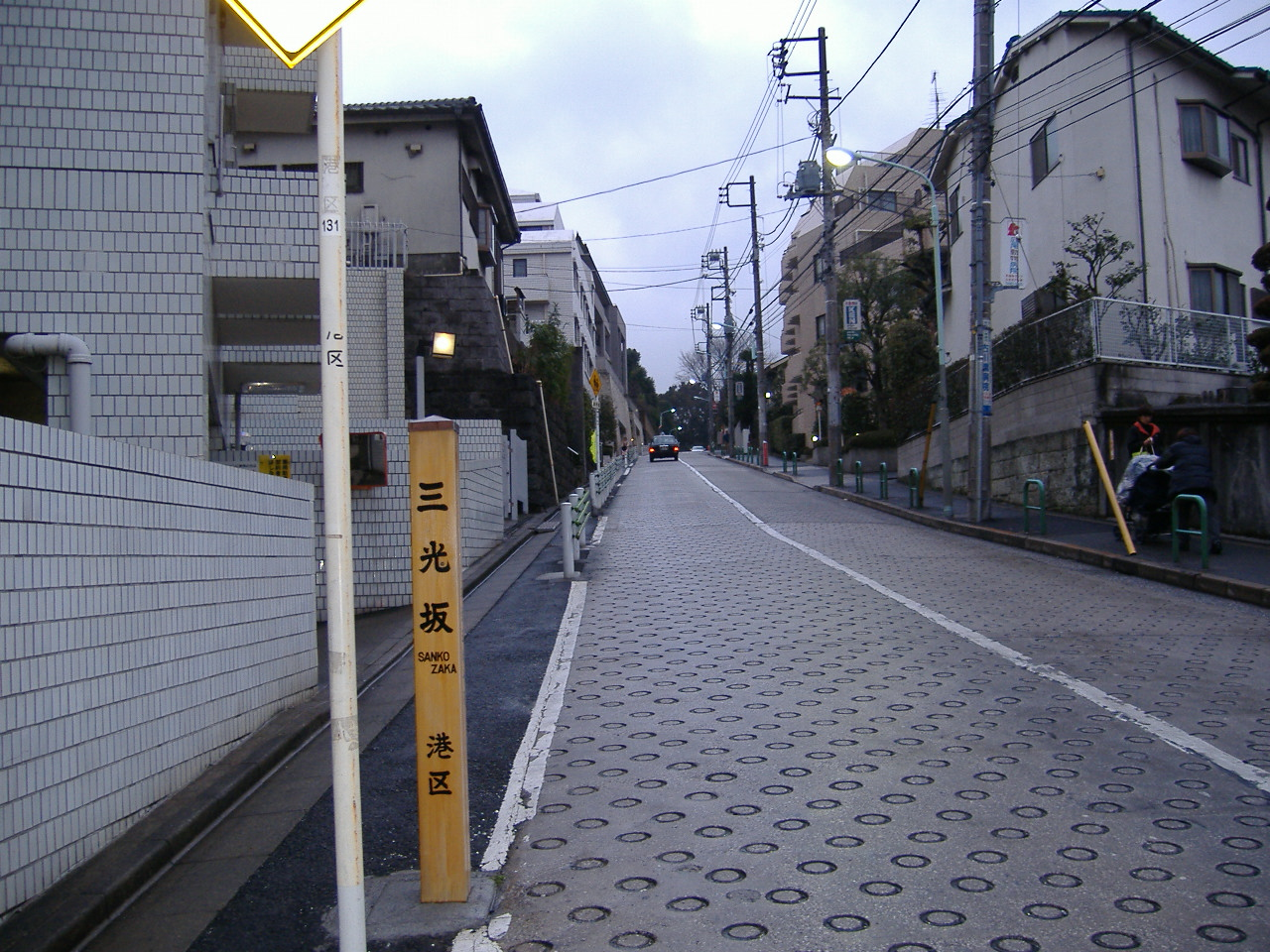
三光坂（日语：三光坂） （白金二丁目與四丁目間）
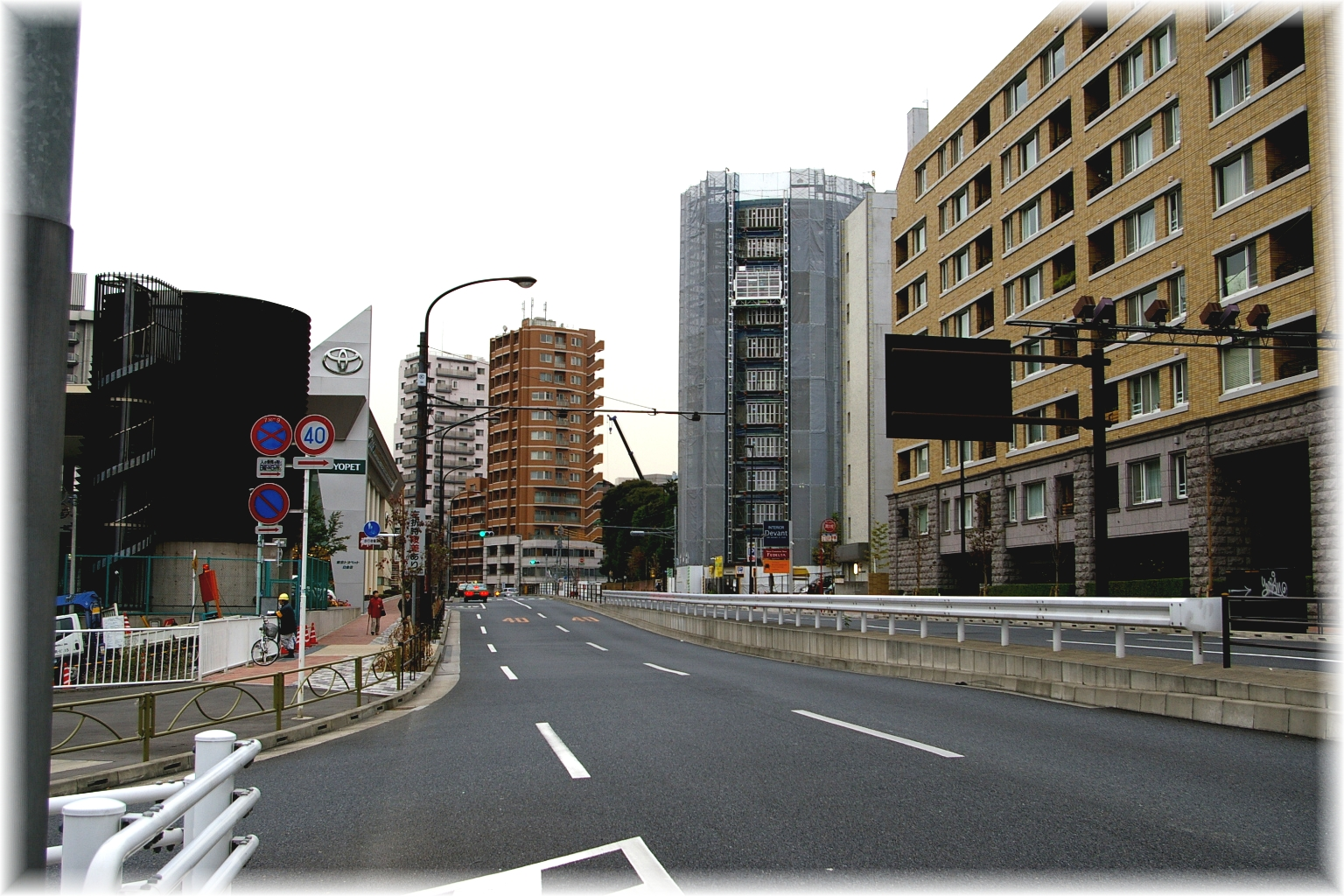
日吉坂（日语：日吉坂） （白金二丁目與白金台一丁目間）
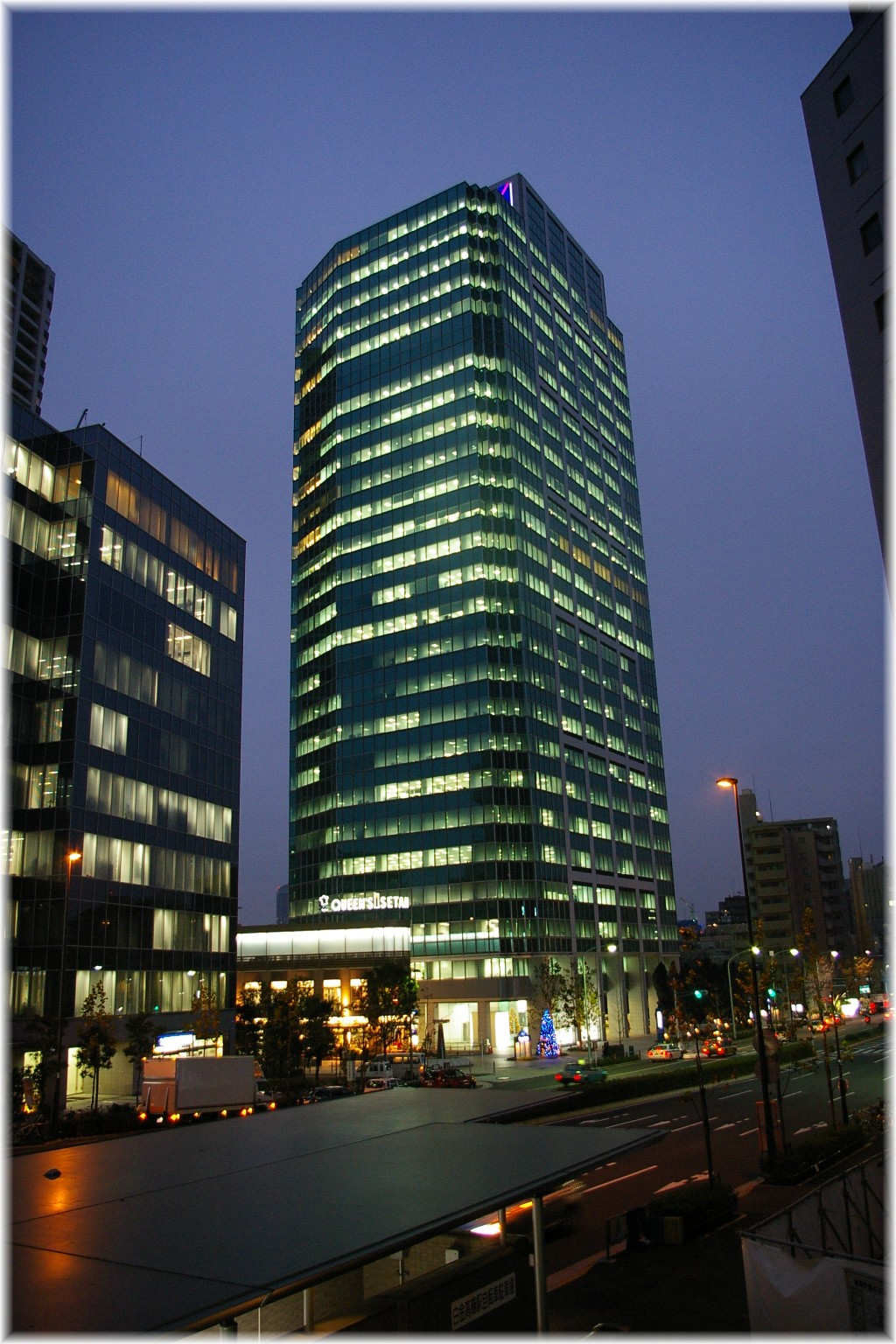
白金AER CITY（日语：白金アエルシティ）
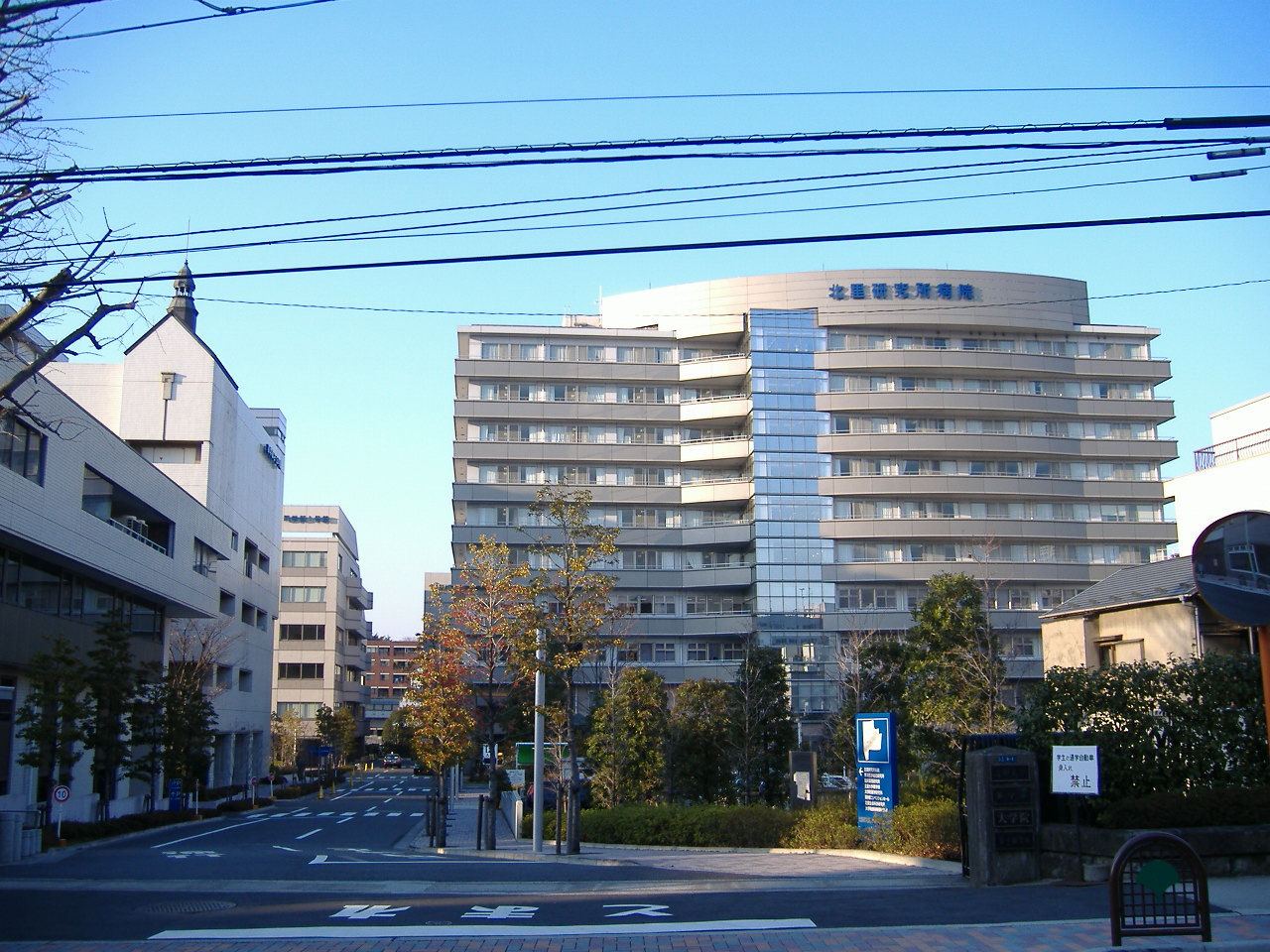
北里大學 （白金五丁目）